# 한국경마팬협회
한국경마팬협회는 경마의 부작용 등에 대한 다양한 교육 및 홍보 등 경마가 건전 레저 산업으로 발전되도록 감시활동 등을 실시함으로써 경마팬의 권익 보호 목적으로 2009년 8월 5일 설립된 대한민국 농림수산식품부 소관의 사단법인이다. 사무실은 경기도 안양시 동안구 관양동  1599-1, 샤르망스위트 1204에 있다.